# فنانون شباب من أجل هايتي

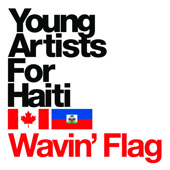
غلاف الأغنية.

الفنانون الشباب من أجل هايتي هي حركة لتشجيع الموسيقيين الشباب من كندا لمواصلة الجهد متواصل والمساهمة في الأعمال الخيرية الكندية للعمل من أجل مساعدة شعب هايتي على التعافي من الدمار الناجم عن الزلزال بقوة 7.1 درجة الذي ضرب البلاد يوم 12 يناير 2010 , حيث تجمع أكثر من 50 فنانا كنديا في ستوديو مستودع في فانكوفر، لتسجيل أغنية  Wavin' flag للفنان كينان مشهور الهيب هوب.

## روابط خارجية
- فنانون شباب من أجل هايتي على موقع ميوزك برينز (الإنجليزية)
- فنانون شباب من أجل هايتي على موقع أول ميوزيك (الإنجليزية)
- فنانون شباب من أجل هايتي على موقع ديسكوغز (الإنجليزية)